# Utilizzatori dell'Airbus A380

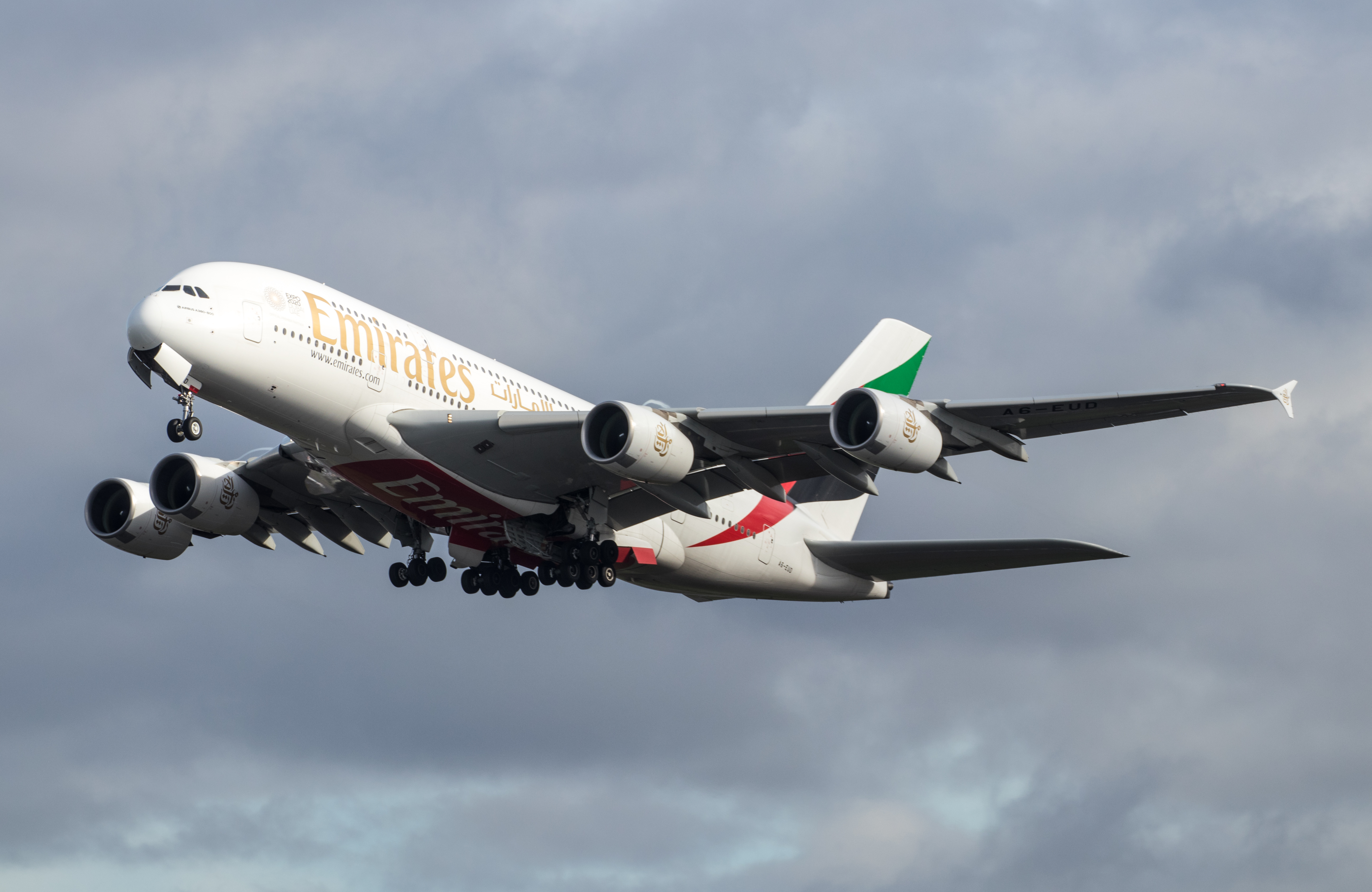
Un Airbus A380 di Emirates, l'utilizzatore principale di questo tipo di aereo.

L'Airbus A380, prodotto dalla Airbus, è un aereo di linea quadrimotore a doppio ponte, in grado di trasportare 853 persone in versione charter o 525 nella tipica configurazione a tre classi. Il primo volo di prova è avvenuto il 27 aprile 2005. La prima consegna è stata effettuata il 15 ottobre 2007 alla compagnia aerea Singapore Airlines, che il 25 ottobre ha realizzato il primo volo commerciale, da Singapore a Sydney. L'utilizzatore principale è la Emirates (compagnia aerea di bandiera dell'Emirato Arabo di Dubai).
L'A380, noto per molti anni durante la sua fase di sviluppo come Airbus A3XX, è tra i più grandi aerei di linea, per dimensioni; lo superano in lunghezza solo il Boeing 747-8 Intercontinental, l'Airbus A340-600, il Boeing 777-300 (in versione standard ed Extended Range) e il Boeing 777X rispettivamente di 3,4, 2,6, 2,2 e 4 metri. Ciononostante questo rimane il primo per numero massimo di passeggeri.
L'aereo è stato presentato con una grande cerimonia a Tolosa il 18 gennaio 2005. L'apparecchio che è stato svelato al pubblico nella fabbrica francese era denominato MSN001 ("Manufacturer's Serial Number 001") e registrato come F-WWOW.
Dopo le prime prove con il solo equipaggio, il 4 settembre 2006 ha decollato da Tolosa il primo volo con passeggeri a bordo con l'obiettivo di testare le condizioni di comfort all'interno dell'aereo. I 474 passeggeri "cavie" sono dipendenti dell'Airbus che si erano offerti come volontari. Questa prima simulazione di un volo di linea, con arrivo allo stesso aeroporto di Toulouse-Blagnac, è durata circa sette ore ed ha avuto un grande riscontro dai dipendenti.
Nel 2017 giunge l'annuncio di una futura versione del gigante dei cieli la quale prevede un risparmio fino al 4% di carburante ed una riduzione fino al 13% dei costi di servizio per ogni passeggero, questo grazie all'inedita presenza di winglets all'estremità delle ali in modo da favorire la crociera in termini atmosferici e rendere il volo più piacevole.
La nuova cabina passeggeri dell'aeromobile franco-tedesco disporrà di 80 posti in più rispetto all'attuale versione e di un vano per il relax dell'equipaggio.
Il 14 febbraio 2019 viene annunciato ufficialmente che la produzione dell'Airbus A380 cesserà a partire dal 2021, con la consegna degli ultimi ordini ad Emirates. La decisione deriva dalla scelta della stessa compagnia degli Emirati Arabi di ridimensionare il suo ordine complessivo da 162 a 123 esemplari, preferendo i nuovi modelli A330-900neo e A350-900.

## Ordini e consegne
Legenda tabella:
- O/C: Ordini e consegne.
- OP: Esemplari operativi.

Note:
- dati aggiornati al gennaio 2024[1][2][3];
- il numero degli esemplari operativi è da considerarsi una stima più o meno accurata;
- alcuni utilizzatori hanno più aerei operativi che ordinati. Ciò è dovuto al fatto che le compagnie hanno comprato velivoli di seconda mano o hanno effettuato leasing, e questi non risultano come ufficiali nel conteggio degli ordini.

| Compagnia                      | Compagnia                  | A380-800 | A380-800 |
| Stato                          | Nome                       | O/C      | OP       |
| ------------------------------ | -------------------------- | -------- | -------- |
| Europa (bandiera)              | Airbus Industrie           |          | 1        |
| Francia (bandiera)             | Air France                 | 10       |          |
| Giappone (bandiera)            | All Nippon Airways         | 3        | 3        |
| Corea del Sud (bandiera)       | Asiana Airlines            | 6        | 6        |
| Regno Unito (bandiera)         | British Airways            | 12       | 12       |
| Cina (bandiera)                | China Southern Airlines    | 5        |          |
| Emirati Arabi Uniti (bandiera) | Emirates                   | 123      | 116      |
| Emirati Arabi Uniti (bandiera) | Etihad Airways             | 10       | 4        |
| Corea del Sud (bandiera)       | Korean Air                 | 10       | 10       |
| Germania (bandiera)            | Lufthansa                  | 14       | 8        |
| Malaysia (bandiera)            | Malaysia Airlines          | 6        |          |
| Australia (bandiera)           | Qantas                     | 12       | 10       |
| Qatar (bandiera)               | Qatar Airways              | 10       | 8        |
| Singapore (bandiera)           | Singapore Airlines         | 24       | 12       |
| Thailandia (bandiera)          | Thai Airways International | 6        |          |
| TOTALE                         | TOTALE                     | 251      | 191      |

## Timeline e grafico
|          |      | 2001 | 2002 | 2003 | 2004 | 2005 | 2006 | 2007 | 2008 | 2009 | 2010 | 2011 | 2012 | 2013 | 2014 | 2015 | 2016 | 2017 | 2018 | 2019 | 2020 | 2021 | Totale |
| -------- | ---- | ---- | ---- | ---- | ---- | ---- | ---- | ---- | ---- | ---- | ---- | ---- | ---- | ---- | ---- | ---- | ---- | ---- | ---- | ---- | ---- | ---- | ------ |
| Ordini   | A380 | 78   | –    | 34   | 10   | 10   | 24   | 33   | 9    | 4    | 32   | 19   | 9    | 42   | 13   | 2    | –    | -2   | 4    | -70  | –    | –    | 251    |
| Consegne | A380 | –    | –    | –    | –    | –    | –    | 1    | 12   | 10   | 18   | 26   | 30   | 25   | 30   | 27   | 28   | 15   | 12   | 8    | 4    | 5    | 251    |

     Ordini
     Consegne

## Configurazioni di bordo
Legenda tabella:
- F: prima classe.
- B: business class.
- E+: premium economy class.
- E: economy class.

| Compagnia aerea    | A380-800        | A380-800        | A380-800        | A380-800        | A380-800        | A380-800        | A380-800        | A380-800        | Totale posti    |
| Compagnia aerea    | Ponte inferiore | Ponte inferiore | Ponte inferiore | Ponte inferiore | Ponte superiore | Ponte superiore | Ponte superiore | Ponte superiore | Totale posti    |
| Compagnia aerea    | F               | B               | E+              | E               | F               | B               | E+              | E               | Totale posti    |
| ------------------ | --------------- | --------------- | --------------- | --------------- | --------------- | --------------- | --------------- | --------------- | --------------- |
| Air France         | 9               | –               | –               | 343             | –               | 80              | 38              | 46              | 516             |
| All Nippon Airways | –               | –               | –               | 343             | 8               | 53              | 76              | –               | 480             |
| Asiana Airlines    | 12              | –               | –               | 315             | –               | 66              | –               | 102             | 495             |
| British Airways    | 14              | 44              | –               | 199             | –               | 53              | 55              | 104             | 469             |
| China Southern     | 8               | –               | –               | 352             | –               | 70              | –               | 76              | 506             |
| Emirates           | – –             | – –             | – –             | 399 427 437     | 14 –            | 76 58           | – 120           | – –             | 489 517 615     |
| Etihad Airways     | –               | –               | –               | 417             | 11              | 70              | –               | –               | 498             |
| Hi Fly Malta       | 12              | –               | –               | 311             | –               | 60              | –               | 88              | 471             |
| Korean Air         | 12              | –               | –               | 301             | –               | 94              | –               | –               | 407             |
| Lufthansa          | –               | –               | 52              | 336             | 8               | 78              | –               | 35              | 509             |
| Malaysia Airlines  | 8               | –               | –               | 350             | –               | 66              | –               | 70              | 494             |
| Qantas             | 14              | –               | –               | 341             | –               | 64              | 35              | 30              | 484             |
| Qatar Airways      | –               | –               | –               | 405             | 8               | 48              | –               | 56              | 517             |
| Singapore Airlines | 12 12           | – –             | 36 – 36 –       | 245 311 245 311 | – –             | 86 60 60        | – 88 88         | – –             | 379 409 441 471 |
| Thai Airways       | –               | –               | –               | 377             | 12              | 60              | –               | 58              | 507             |